# Trégrom
 Trégrom  (en bretón Tregrom) es una población y comuna francesa, situada en la región de Bretaña, departamento de Côtes-d'Armor, en el distrito de Lannion y cantón de Plouaret.

## Demografía
| 701 | 628 | 577 | 521 | 483 | 449 | 394 |
| Para los censos de 1962 a 1999 la población legal corresponde a la población sin duplicidades (Fuente: INSEE [Consultar]) |     |     |     |     |     |     |